# Sztumska Wieś
Sztumska Wieś – wieś w Polsce położona w województwie pomorskim, w powiecie sztumskim, w gminie Sztum przy skrzyżowaniu drogi krajowej nr 55 z drogą wojewódzką nr 607 oraz na trasie linii kolejowej Malbork-Kwidzyn-Grudziądz.
Wieś królewska położona była w II połowie XVI wieku w województwie malborskim. Do 1954 w granicach Sztumu. W latach 1945–1954 miejscowość była siedzibą gminy Sztumska Wieś. W latach 1975–1998 miejscowość administracyjnie należała do województwa elbląskiego.
We wsi znajduje się głaz upamiętniający podpisanie w tym miejscu w 1635 roku rozejmu polsko-szwedzkiego. W 1935 r. podczas swej podróży po Prusach Wschodnich miejsce to odwiedził Melchior Wańkowicz, o czym wspomniał w wydanej rok później książce-reportażu pt. Na tropach Smętka.

## Historia

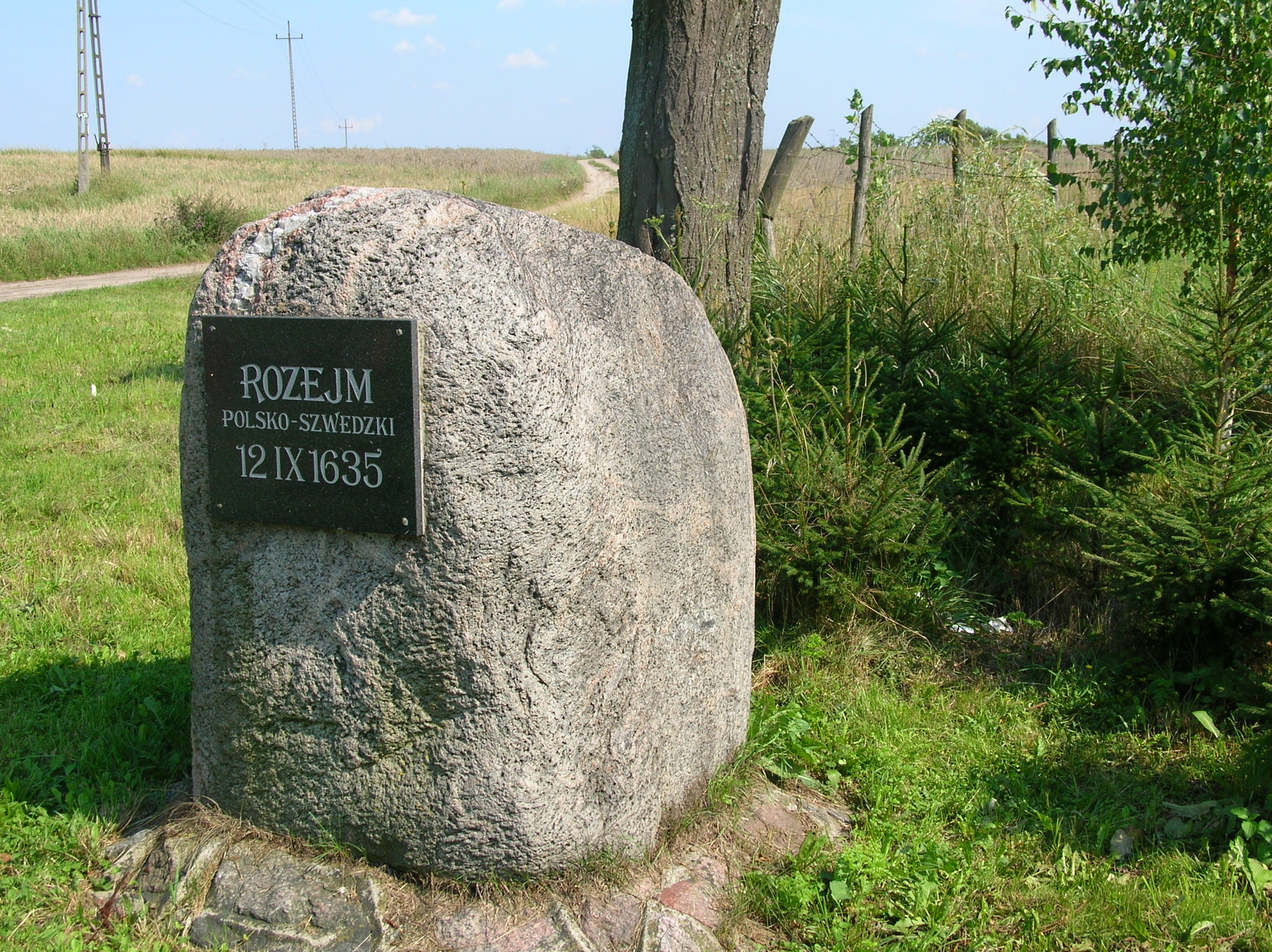
Głaz granitowy upamiętniający podpisanie rozejmu polsko-szwedzkiego (1635)

12 września 1635 Polska zawarła rozejm w Sztumskiej Wsi ze Szwecją, który miał obowiązywać do 11 sierpnia 1661.
Z Sztumskiej Wsi pochodził ks. Wacław Osiński – polski duchowny katolicki, działacz polonijny w Republice Weimarskiej i Rzeszy Niemieckiej.